# Kinsey-Report
Als Kinsey-Reports bezeichnet man zwei Bücher des US-amerikanischen Zoologen und Sexualforschers Alfred Charles Kinsey über das menschliche Sexualverhalten:
- Sexual Behavior in the Human Male (1948; deutsch: Das sexuelle Verhalten des Mannes, 1955) und
- Sexual Behavior in the Human Female (9. September 1953;[1][2] deutsch: Das sexuelle Verhalten der Frau, 1954).

Die englischen Originaltitel stammen demonstrativ aus der biologischen Tradition und heißen wörtlich übersetzt: Sexualverhalten beim menschlichen Männchen und Sexualverhalten beim menschlichen Weibchen, sinngemäß: Sexualverhalten beim männlichen Menschen und Sexualverhalten beim weiblichen Menschen. Die Kinsey-Reports zählen zu den Meilensteinen der sexuellen Aufklärung Erwachsener und der sexuellen Revolution.

## Inhalt
Kinseys Forschungsergebnisse sorgten für großes Aufsehen in der Öffentlichkeit. Zu seinen Schlussfolgerungen zählten unter anderem:
- Etwa die Hälfte der Bevölkerung ist zu einem gewissen Grad bisexuell. Zur Einteilung von Heterosexuellen, Bisexuellen und Homosexuellen wurden sowohl sexuelle Handlungen und auch psychische Reaktionen, welche nicht zu äußerlichen Handlungen führen, erhoben (siehe Kinsey-Skala):
  - 50 % der Männer hatten nach Beginn der Pubertät weder psychische noch physische homosexuelle Erlebnisse (K = 0);
  - 46 % der Männer hatten sich als Erwachsene sowohl heterosexuell als auch homosexuell betätigt oder auf Personen beiderlei Geschlechts reagiert;
  - 10 % der Männer waren mindestens drei Jahre lang, im Alter von 16 bis 55 Jahren, mehr oder weniger ausschließlich homosexuell in ihrem Verhalten (K = 5–6);
  - 4 % der Männer waren nach Beginn der Pubertät ausschließlich homosexuell (K = 6);
  - Etwa 60 % der vorpubertären männlichen Kinder lassen sich auf gleichgeschlechtliche Aktivitäten ein;
  - 6,3 % aller Orgasmen von Männern und Frauen werden durch homosexuelle Kontakte erreicht;
- Masturbation ist unter Männern äußerst weit verbreitet;
- Frauen, die vor ihrer Ehe masturbierten, sind in ihrer Ehe nicht weniger sexuell befriedigt; statistisch ist ihre sexuelle Zufriedenheit sogar höher;
- Deviationen und Paraphilie sind mit einer prozentualen Häufigkeit von 22,3 % verbreitet.

Kinsey bezog seine Ergebnisse vor allem aus Interviews, deren Daten in anonymisierter Form ausgewertet wurden. Die persönlichen, vertraulichen Interviews dauerten etwa 30 bis 180 Minuten mit durchschnittlich 300 und bis zu über 500 Fragen. Man ging davon aus, dass jede befragte Person jede sexuelle Spielart praktiziert hat, war dem nicht so, so musste dies explizit verneint werden. Die Befrager waren eigens geschulte männliche Personen. Auch im Verhalten gegenüber den Auskunftspersonen wurden sie geschult, damit diese bereitwillig über bisher tabuisierte Themen sprachen. Die meisten Interviews wurden allerdings vom Biologen Kinsey und dem Psychologen Wardell B. Pomeroy durchgeführt (jeweils etwa 45 %) und die Befragungssituation war nicht gänzlich anonym. Befragt wurden zwischen 1938 und 1953 über 11.000 freiwillige Personen (5.300 Männer und 5.940 Frauen) jeden Alters, jeder Religion, aller Einkommens- und Bildungsgrade sowie aus allen ländlichen und städtischen Gebieten der USA. Darunter waren auch 25 % (ehemalige) Gefangene und 5 % männliche Prostituierte, was Kritik herausforderte.

## Kritik
Kinsey stellte seinen Report als repräsentativ für die US-amerikanische Gesellschaft dar. Kritiker bemängelten, dass für eine repräsentative Auswertung sowohl die Anzahl der interviewten Personen zu gering als auch die Auswahlkriterien für die Interviewten ungenügend gewesen seien. Als Reaktion auf diese Kritik verbrachte Paul Gebhard, Kinseys Nachfolger als Director des Kinsey Institute for Sex Research, mehrere Jahre damit, Kinseys Daten von möglicherweise ergebnisverfälschenden Faktoren zu säubern, und veröffentlichte 1979 The Kinsey Data: Marginal Tabulations of the 1938–1963 Interviews Conducted by the Institute for Sex Research, welches im Wesentlichen Kinseys frühere Schlussfolgerungen bestätigte.

## Rezeption in Film und Belletristik
Kinseys Forschung ist Teil des biografischen Films Kinsey – Die Wahrheit über Sex (2004) und des Romans The Inner Circle (2004) von T. C. Boyle mit dem deutschen Titel Dr. Sex.